# I Ain’t Worried
I Ain’t Worried ist ein Lied der US-amerikanischen Pop-Rock-Band OneRepublic aus dem Jahr 2022.

## Entstehung
I Ain’t Worried wurde von John Eriksson, Brent Kutzle, Peter Morén, Tyler Spry, Ryan Tedder und Björn Yttling geschrieben. Kutzle und Tedder waren darüber hinaus mit Simon Oscroft und Tyler Spry an der Produktion beteiligt.

## Veröffentlichung
Das Lied erschien erstmals als digitale Promo-Single am 13. Mai 2022 durch Interscope Records und die Mosley Music Group. Mit Erscheinen der Promo-Single wurde auch das dazugehörige Musikvideo veröffentlicht, das unter der Regie von Isaac Rentz entstand. Zwei Wochen später, am 27. Mai 2022, erschien das Lied als Teil des Soundtracks zu Top Gun: Maverick. Am 5. August 2022 folgte die reguläre Singleveröffentlichung als Einzeltrack zum Download und Streaming.

## Preise
Nickelodeon Kids’ Choice Awards 2023
- Nominierung als Favorite Song[3]

## Kommerzieller Erfolg

### Chartplatzierungen
| ChartsChartplatzierungen       | Höchstplatzierung | Wochen |
| ------------------------------ | ----------------- | ------ |
| Deutschland (GfK)              | 19 (55 Wo.)       | 55     |
| Österreich (Ö3)                | 10 (66 Wo.)       | 66     |
| Schweiz (IFPI)                 | 6 (108 Wo.)       | 108    |
| Vereinigte Staaten (Billboard) | 6 (30 Wo.)        | 30     |
| Vereinigtes Königreich (OCC)   | 3 (30 Wo.)        | 30     |

| ChartsJahrescharts (2022)      | Platzierung |
| ------------------------------ | ----------- |
| Deutschland (GfK)              | 58          |
| Österreich (Ö3)                | 46          |
| Schweiz (IFPI)                 | 22          |
| Vereinigte Staaten (Billboard) | 37          |
| Vereinigtes Königreich (OCC)   | 20          |

| ChartsJahrescharts (2023)    | Platzierung |
| ---------------------------- | ----------- |
| Deutschland (GfK)            | 74          |
| Österreich (Ö3)              | 34          |
| Schweiz (IFPI)               | 11          |
| Vereinigtes Königreich (OCC) | 24          |

### Auszeichnungen für Musikverkäufe
| Land/Region                  | Auszeichnungen für Musikverkäufe (Land/Region, Auszeichnung, Verkäufe) | Verkäufe  |
| ---------------------------- | ---------------------------------------------------------------------- | --------- |
| Australien (ARIA)            | 11× Platin                                                             | 770.000   |
| Belgien (BRMA)               | Platin                                                                 | 40.000    |
| Brasilien (PMB)              | 3× Platin                                                              | 120.000   |
| Dänemark (IFPI)              | 2× Platin                                                              | 180.000   |
| Deutschland (BVMI)           | Platin                                                                 | 600.000   |
| Frankreich (SNEP)            | Diamant                                                                | 333.333   |
| Griechenland (IFPI)          | 2× Platin                                                              | 40.000    |
| Italien (FIMI)               | 2× Platin                                                              | 200.000   |
| Kanada (MC)                  | 5× Platin                                                              | 400.000   |
| Neuseeland (RMNZ)            | 5× Platin                                                              | 150.000   |
| Österreich (IFPI)            | 3× Platin                                                              | 90.000    |
| Polen (ZPAV)                 | 4× Platin                                                              | 200.000   |
| Portugal (AFP)               | 4× Platin                                                              | 40.000    |
| Schweden (IFPI)              | Platin                                                                 | 80.000    |
| Schweiz (IFPI)               | 5× Platin                                                              | 100.000   |
| Spanien (Promusicae)         | 2× Platin                                                              | 120.000   |
| Vereinigte Staaten (RIAA)    | 4× Platin                                                              | 4.000.000 |
| Vereinigtes Königreich (BPI) | 3× Platin                                                              | 1.800.000 |
| Insgesamt                    | 58× Platin · 1× Diamant ·                                              | 9.263.333 |

Hauptartikel: OneRepublic/Auszeichnungen für Musikverkäufe

### Auszeichnungen für Musikstreaming
| Land/Region  | Auszeichnungen für Musikverkäufe (Land/Region, Auszeichnung, Verkäufe) | Verkäufe   |
| ------------ | ---------------------------------------------------------------------- | ---------- |
| Japan (RIAJ) | Gold                                                                   | 50.000.000 |
| Insgesamt    | 1× Gold ·                                                              | 50.000.000 |

Hauptartikel: OneRepublic/Auszeichnungen für Musikverkäufe